# 万葉の森公園

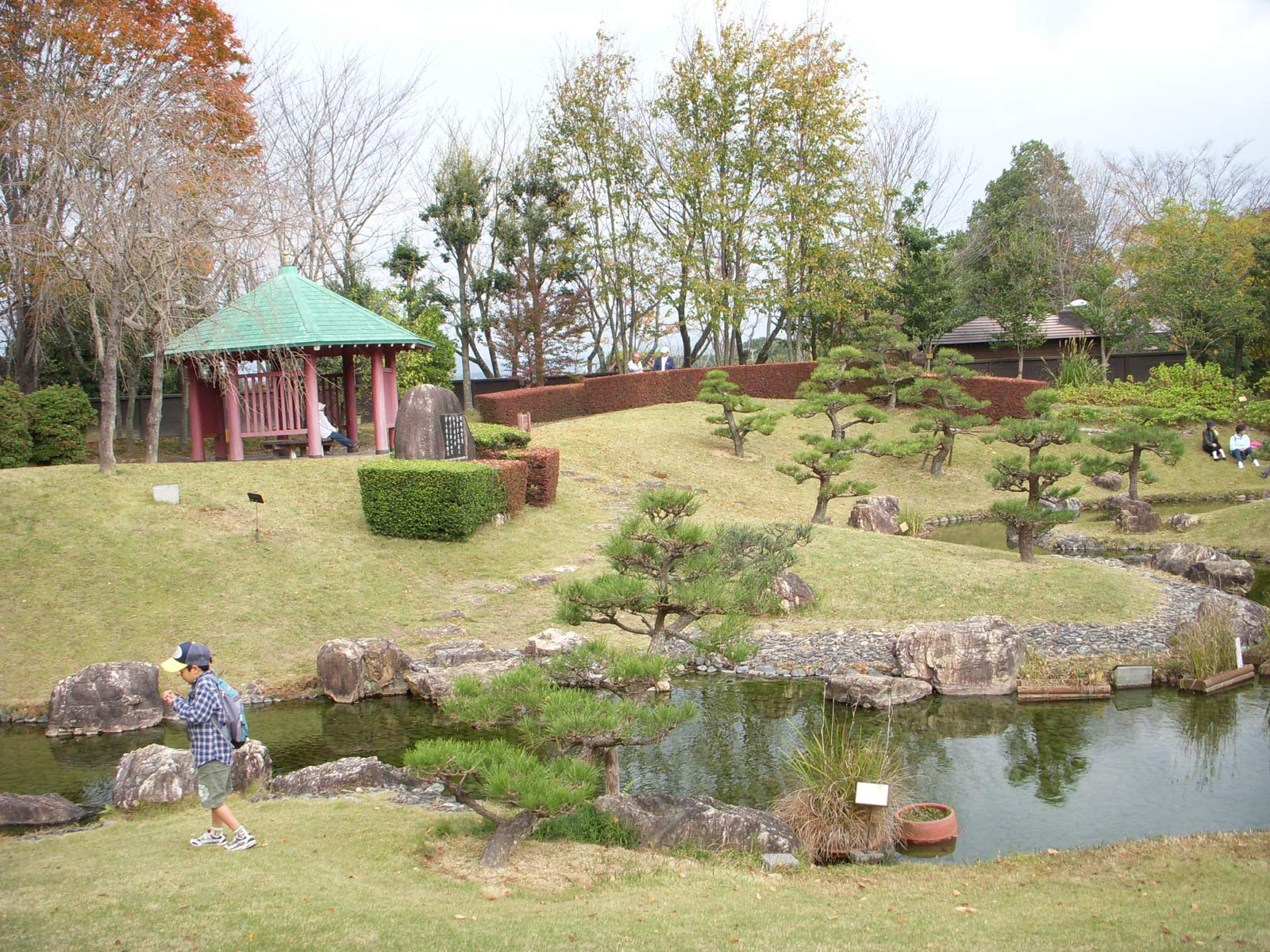
園内「曲水庭園」付近

万葉の森公園（まんようのもりこうえん）は、静岡県浜松市浜名区に存在する公園である。

## 概要
- 開園：1992年4月
- 面積：22,987m2
- 入場料：無料

## 特徴
旧浜北市（現在の浜北区）内では、万葉集の歌が四首詠まれており、万葉集と縁がある。また、植木産業が盛んであることから、万葉集に詠まれている植物を約300種類集めて万葉の森を創出するとともに、合わせて、万葉文学、万葉文化も体験的に親しめるように整備された。

## 沿革
- 1989年　工事着手
- 1992年4月　旧浜北市営の公園として開園
- 1995年　平成7年度手づくり郷土賞（自然部門）受賞。
- 1997年3月　檜の森整備完成
- 2004年3月　拡張整備完了。同年4月から開催された浜名湖花博のサテライト会場となったことを機会とした拡張整備である。

## 園内の施設
- 万葉資料館
浜北ゆかりの万葉集や万葉人の暮らし、文化に関する資料の展示を行っている。管理棟も兼ねる。鉄筋コンクリート2階建て。
- 万葉亭
万葉時代の食事を再現した万葉食が体験できる休憩施設
- 伎倍の工房
万葉草木染めなどが体験できる。
- 伎倍の茶屋
駐車場脇にある物販施設で、軽食も摂ることができる。
以上4施設は、月曜定休、利用時間は午前9時-午後5時
- 万葉四季の花園
- 曲水庭園
古代貴族の庭を模した庭園
- 多目的広場
- 檜の森

など

## 交通

### バス
- 遠鉄バス61内野台線「グリーンアリーナ入口」停留所から徒歩約10分。（浜松駅バスターミナルから61上島 内野台 サンストリート浜北行バスで約50分。）
- 浜松市浜北コミュニティバス北浜麁玉線（西コース）「万葉の森公園入口」停留所から徒歩約5分。（遠鉄電車浜北駅からのバスの所要時間は右回りと左回りで大きな差はない。）

### 車
新東名高速道路浜松浜北ICから車で約10分。無料駐車場がある。

## 近隣施設
- 不動寺
境内とは連絡通路でつながっている。
- サンストリート浜北
徒歩8分の所に存在する大型商業施設。

## その他
浜北区内（旧浜北市内）で詠まれた万葉集の歌は次の四首である。
- わが妻は　いたく恋ひらし　飲む水に　影さへ見へて　世に忘られず　（若倭部身麻呂）
- あらたまの　寸戸が竹垣　編目ゆも　妹し見えなば　われ恋ひめやも　（作者不詳）
- 伎倍人の　斑衾に　綿さはだ　入りなましもの　妹が小床に　（作者不詳）
- あらたまの　伎倍の林に　汝を立てて　行きかつましじ　寝を先立たね　（作者不詳）

当時、東国と呼ばれていた地域では、四首も詠まれるのは珍しいことである。